# Trittico Carnesecchi

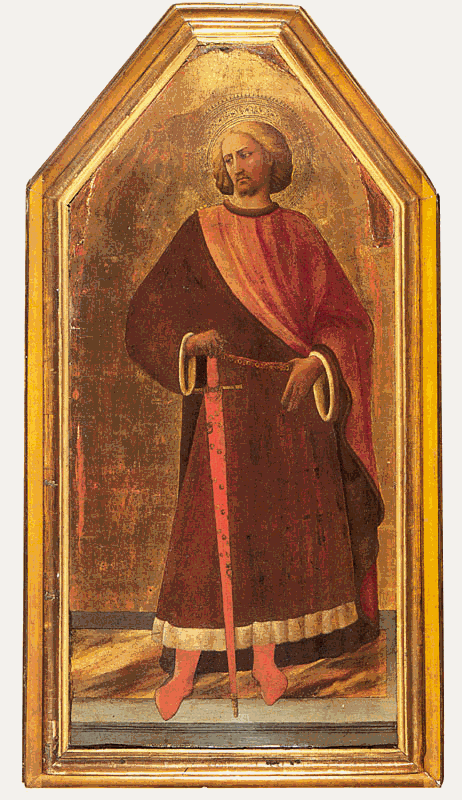
Masolino, San Giuliano

Il Trittico Carnesecchi era un'opera di Masolino alla quale partecipò, pare, anche Masaccio. Rappresentava la Madonna col Bambino tra i santi Caterina d'Alessandria e Giuliano. Smembrato nel XVII secolo, è oggi perduto tranne lo scomparto del San Giuliano (Museo diocesano di Santo Stefano al Ponte, Firenze) e uno dei tre pannelli della predella. Per lungo tempo si è individuato questo pannello in quello di Masolino conservato in Francia (Museo Ingres, Montauban), ma recenti studi degli esperti dell'Opificio delle Pietre Dure hanno permesso di identificarlo in quello di Masaccio conservato a Firenze (Museo Horne).
Nella storia dell'arte questa opera ha particolare importanza perché pare segnare l'inizio della collaborazione artistica tra Masaccio e Masolino e potrebbe esserci stato occasione d'incontro per Masaccio con l'opera di Paolo Uccello.

## Storia
Paolo di Berto Carnesecchi era un ricco mercante ed un influente uomo politico fiorentino che avendo più volte occupata la carica di console dell'Arte dei Medici e Speziali aveva rapporti con numerosi pittori, tra cui lo stesso Masolino a cui, da parte sua o di un altro componente della famiglia, era stata commissionata nel 1423 la Madonna Boni-Carnesecchi, destinata alla devozione privata. Paolo aveva una cappella in Santa Maria Maggiore a Firenze, per la quale commissionò a Masolino un trittico e, pochi anni dopo, l'affresco di un'Annunciazione nella lunetta a Paolo Uccello (perduto). La cappella era probabilmente poco più di una nicchia addossata alla parete della navata sinistra, sulla cui mensa d'altare sarebbe stato il trittico.
La pala "Carnesecchi", databile entro il 1423-1425, venne smembrata in un momento imprecisato nel XVII secolo, quando venne restituita alla famiglia Carnesecchi per la ristrutturazione in stile barocco della chiesa.
Il trittico venne descritto Francesco Albertini prima e Giorgio Vasari poi. Quest'ultimo scrisse:
"[Masaccio] dipinse ancora in Santa Maria Maggiore accanto alla porta del fianco, la quale va a San Giovanni, nella tavola d'una cappella una Nostra Donna, santa Caterina, e san Giuliano, e nella predella fece alcune figure piccole della vita di santa Caterina e san Giuliano che ammazza il padre e la madre; e nel mezzo fece la Natività di Gesù Cristo, con quella semplicità e vivezza che era sua propria nel lavorare".
Se Vasari riteneva l'opera interamente di Masaccio, interventi successivi fanno pensare che il suo intervento si limitasse alla predella, come sarebbe logico pensare anche per la minore celebrità all'epoca del pittore appena ventitreenne.

## Descrizione
Dell'opera sopravvissero dallo smembramento i soli pannelli centrale (Madonna col Bambino) e destro (San Giuliano) con la predella, che vennero identificati come appartenenti al Trittico tra la fine dell'Ottocento e l'inizio del Novecento. La Madonna col Bambino, conservata ormai nella chiesa di Santa Maria a Novoli, nella periferia fiorentina, venne però trafugata il 31 gennaio 1923 e mai più ritrovata. Ne restano solo alcune fotografie d'epoca.
Il trittico era importato secondo uno schema tradizionale di impianto tardogotico, ma innovativo era l'uso di un coronamento ad arco a tutto sesto. Le figure dovevano collocarsi in uno spazio unico, con un pavimento marmoreo incorniciato da una fascia scura che era comune ai pannelli. Maggiore coerenza era anche data dall'altezza uguale degli scomparti, abbandonando la tradizionale importazione gerarchica.

### Il San Giuliano
La tavola di san Giuliano venne ritrovata nel XIX secolo nella chiesa di San Giuliano a Settimo, nei dintorni di Firenze. Nel 1922 venne esposta agli Uffizi, per poi venire trasferita al Museo diocesano.
Il santo è rappresentato giovane e spavaldo, in posizione frontale, con un elegante abito bordato di pelliccia bianca. Il tessuto di velluto rosso è rievocato con la tecnica, molto costosa, di preparare un fondo d'argento, dando una lucentezza setosa straordinaria. La mano destra stringe saldamente l'elsa della spada, suo attributo tipico. La dolcezza del volto è pienamente compatibile con altre opere dell'artista, in particolare le varie rappresentazioni di Gesù nella Cappella Brancacci.

### La predella di Masolino

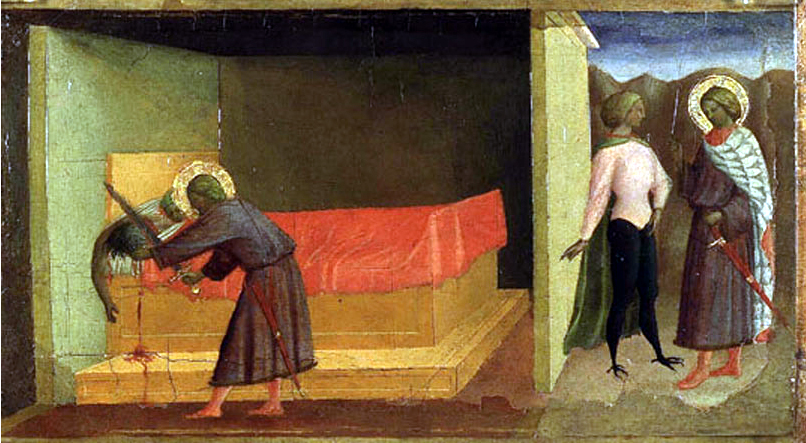
Masolino, Storie di san Giuliano

Il due scomparti della predella, entrambi con storie di san Giuliano, vennero rinvenuti sul mercato antiquario in epoca relativamente recente. Il pannello mostra Giuliano l'ospitaliere durante una caccia che, ingannato dal diavolo (ben riconoscibile per le zampe grifagne), rientra in casa e crede di vedere nei genitori addormentati le figure della moglie con un amante, per questo li decapita nel sonno.
Nella scena di Masolino, sebbene composta in un'ambientazione prospettica coerente, la disposizione dei protagonisti non dà un'idea convincente di profondità, essendo semplicemente giustapposti allo sfondo, tanto che non proiettano nemmeno le ombre in terra. In particolare la conversazione tra Giuliano e il diavolo è dipinta in maniera del tutto convenzionale, mentre più convincente e originale è la gestualità nella scena della decapitazione.
Indagini recenti dell'Opificio delle Pietre Dure hanno dimostrato l'estraneità di questa predella rispetto alla tavola del San Giuliano, essendo dipinta su supporto e con tecnica leggermente differente. In ogni caso l'opera è il termine di confronto più vicino per il pannello masaccesco e per comprenderne l'originalità e il valore.

### La predella di Masaccio

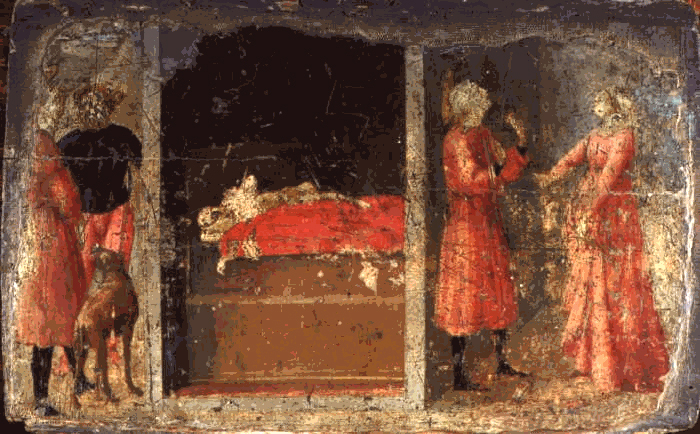
Masaccio, Storie di san Giuliano

Dei due scomparti della predella del trittico, quello del Museo Horne (27x42 cm) venne analizzato a fondo durante un restauro, dimostrando un'incontrovertibile pertinenza con il pannello del San Giuliano, per via delle identiche caratteristiche del legno, della tela e del gesso usati per gli strati preparatori.
Il pannello, in pessimo stato di conservazione, permette solo una valutazione dell'insieme. Nel riquadro a sinistra Giuliano durante la caccia è a colloquio col demonio in sembianze umane che gli profetizza l'uccisione del padre e della madre. Giuliano, secondo la Leggenda Aurea, scappò allora e, dopo un lungo peregrinare, sposò una principessa. Nel riquadro centrale Masaccio raffigura il momento in cui i genitori alla sua ricerca, arrivati per caso al castello del santo, sono ospitati nella stanza matrimoniale. Giuliano, rientrato da un viaggio, scambiò i genitori per la moglie e l'amante e li uccise. Nel riquadro di destra la scoperta di Giuliano che, incontrando la moglie, si dispera, con una posa scomposta e agitata del santo e il volto stravolto dal dolore. La donna distende con gesto drammatico le braccia.
L'essenzialità e la solidità delle figure è tipica di Masaccio, ma anche la resa drammatica delle emozioni, che a Richard Offner ricordò una rappresentazione fiorentina dell'Amleto. Anche il panneggio amplifica il senso dell'azione. A differenza della scena di Masolino qui le figure sono ben piantate a terra e coerentemente collocate nello spazio, come dimostra la figura del cane nello spazio di sinistra che è visto da dietro e perfettamente scorciato, con le gambe ben piazzate al suolo. Meno all'avanguardia è invece il protagonista, dalla fisionomia allungata, la gamba ruotata sull'anca e la posizione in punta di piedi che richiamano piuttosto lo stile tardogotico.
La stesura del colore crea più contrasto di luci e ombre, ed è tipica dello stile di getto di Masaccio, che preferiva lavorare direttamente per campiture e lumeggiature invece che a partire dal disegno esatto. Il paesaggio e il cielo ricorda quello degli sfondi della Cappella Brancacci, con colori imperiosi e nitidi.